# Strogulomorpha aequatorialis
Strogulomorpha aequatorialis är en insektsart som beskrevs av Andrej Vasiljevitj Gorochov 2009. Strogulomorpha aequatorialis ingår i släktet Strogulomorpha och familjen syrsor. Inga underarter finns listade i Catalogue of Life.